# Nevel (meteorologie)

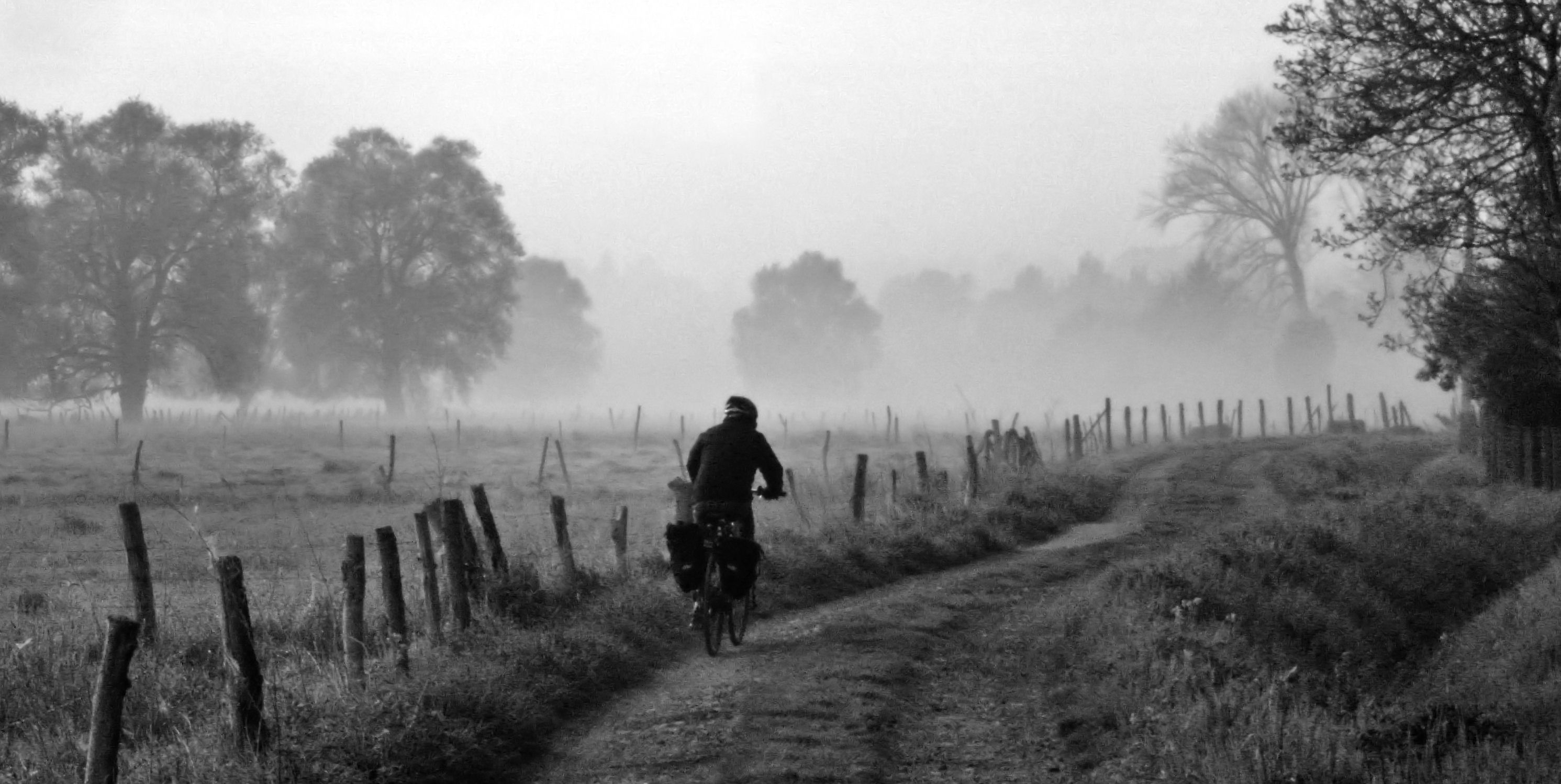
Ochtendnevel in de Dijlevallei nabij Leuven

Nevel komt als weersgesteldheid het hele jaar voor, maar met name in de lente en de herfst. Er is sprake van nevel als het zicht beperkt is door de aanwezigheid van minuscule waterdruppeltjes in de lucht. Deze waterdruppeltjes, of wolkendruppeltjes, zijn ongeveer 1 tot 10 micrometer groot, terwijl een regendruppel zo'n duizendmaal groter is.
Lucht bevat altijd een bepaalde hoeveelheid (gasvormige) waterdamp, waarvan een deel op condensatiekernen tot (vloeibare) druppeltjes condenseert, bijvoorbeeld op fijnstof, pollen, en vooral op zoutkristallen. Naarmate de relatieve luchtvochtigheid - het waterdampgehalte van de lucht - hoger is, treedt er meer condensatie op. In de atmosfeer kan er al vanaf een relatieve vochtigheid van ongeveer 35%, vloeibaar water op condensatiekernen worden aangetoond, vooral als er veel wateraantrekkende (hygroscopische) deeltjes in de lucht aanwezig zijn. Als er meer waterdamp is zal het druppeltje groeien, waarin de oorspronkelijke condensatiekern meestal oplost. De meteorologie houdt een grens van 80% relatieve vochtigheid aan, daarboven spreekt men van nevel; bij nevel met een zicht van minder dan 1000 meter spreekt de meteorologie van mist. Bij mist is de relatieve vochtigheid (vrijwel) 100%.
Is het zicht beperkt, ondanks een relatief lage luchtvochtigheid van minder dan 80%, dan wordt de lucht heiig genoemd. Dit komt voor tijdens mooi, windstil zomerweer, lage luchtvochtigheid en een flink vervuilde lucht, door industrie en verkeer. Er is dan vaak tevens sprake van smog.